# Сушино (Псковская область)
Сушино — деревня в Новосокольническом районе Псковской области России. Входит в состав Маевской волости.

## География
Расположена в 47 км к северо-западу от города Новосокольники и в 5 км к северу от бывшего волостного центра, деревни Руново.

## Население
| 2001 | 2002 | 2010 |
| ---- | ---- | ---- |
| 30   | ↘25  | ↘19  |

Численность населения деревни по оценке на начало 2001 года составляла 30 человек.

## История
С 1995 до 2005 года деревня входила в состав ныне упразднённой Островской волости с центром в д. Островки, с 2006 до 2015 года — в состав бывшей Руновской волости.